# سنجرانی (هیرمند)
سنجرانی، روستایی است از توابع بخش مرکزی شهرستان هیرمند در استان سیستان و بلوچستان.
این روستا در دهستان جهان آباد قرار دارد و بر اساس سرشماری سال ۱۳۸۵ جمعیت آن (۳۹۴ خانوار) ۲٬۱۹۰ نفر می‌باشد.